# Sub specie aeternitatis
Sub specie aeternitatis betekent in het Nederlands In het licht der eeuwigheid. De term is afkomstig van Benedictus de Spinoza (ook wel: 'Baruch de Spinoza' genoemd), die het gebruikt in zijn boek Ethica.
De term heeft te maken met gezichtspunt waarin dingen bekeken worden. Spinoza probeerde dingen te zien 'in het licht der eeuwigheid', dat wil ook zeggen als een oneindig  grote verzameling van eindig durende tijdsvakken.